# グリヴナ (通貨)

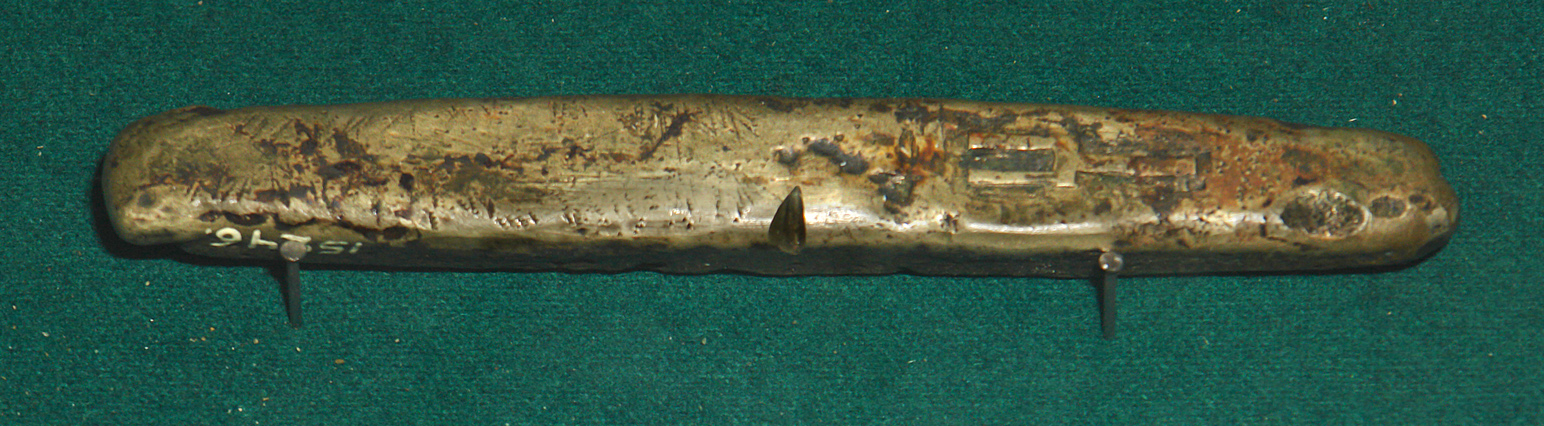
グリヴナの一例。重量200g

グリヴナ（古東スラヴ語: гривьна）は11世紀以降（ロシアでは15世紀まで）、ルーシとその周辺地域で用いられた重量単位・通貨単位である。貨幣としては棒状あるいは六角形に加工した銀が主に用いられた。重量単位としては、ルーシ（ロシア・ウクライナ・ベラルーシ）の史料上に言及される最古の単位である。

## 歴史

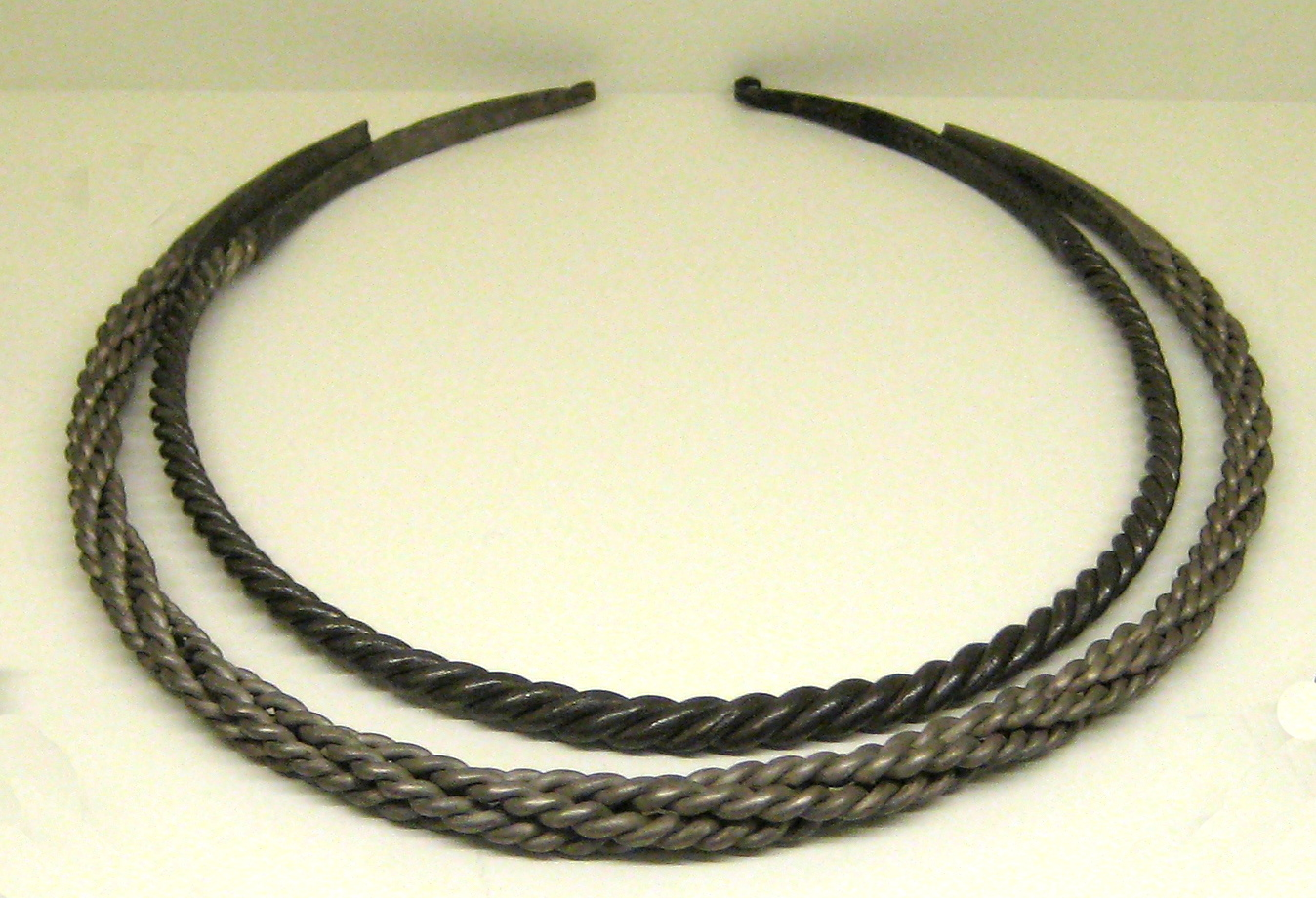
首飾りのグリヴナ
(12世紀、銀製)

グリヴナという名称は、元来は金または銀で作られた首飾り（グリヴナ）を指すものであった。後に重量単位・通貨単位の両方に用いられ、最終的には通貨単位としての用法が主となった。また、通貨単位としては、初期にはグリヴナ・ゾロタ（金グリヴナ）とグリヴナ・セレブラ（銀グリヴナ）の両方が用いられたが、次第に、銀グリヴナを単にグリヴナと称するようになった（貨幣としても銀製のものが用いられた）。
グリヴナ・セレブラの史料上の最初の言及は、1130年に、キエフ大公ムスチスラフとその息子のノヴゴロド公フセヴォロドが、ノヴゴロドのユーリエフ修道院に宛てた勅令の中においてである。また、11 - 15世紀の白樺文書の中にもしばしば言及が見られる。
また、グリヴナは同時期に用いられた他の通貨との兌換が可能であった。例えば11世紀（『簡素本ルースカヤ・プラウダ』による）には、1グリヴナ = 20ノガタ(ru) = 25クナ(ru) = 50レザナ(ru)の交換比率であった。ただし、これらの交換比率は時代とともに変化した。たとえば12世紀後半（『拡大本ルースカヤ・プラウダ』による）では、1グリヴナ = 20ノガタ = 50クナ = 50レザナ = 150ベクシャ(ru)であった。また、1グリヴナあたりの重量も、地域によって差があった。
早くも13世紀のノヴゴロドでは、グリヴナの代わりにルーブリの名称が用いられはじめ、次第にグリヴナにとってかわるようになった。15世紀には、通貨としてのグリヴナは使用されなくなったが、ルーブリの名称は、現ロシア、ベラルーシの通貨単位として用いられている（日本語ではルーブルとも）。一方、現ウクライナの通貨フリヴニャの名称は、グリヴナに由来している。
また、通貨単位として使用されなくなった後は、グリヴェンカまたはスカロヴァヤ・グリヴェンカ（スカロヴァヤは重量の意）という名称の重量単位が登場した。1グリヴェンカは204.75gであり、当時の他の重量単位とは、1グリヴェンカ = 48ゾロトニク(ru)（1ゾロトニク = 約4.26g）と換算される。また、2グリヴェンカをして1ボリシャヤ・グリヴェンカ（ボリシャヤは大の意）とも呼び、1ボリシャヤ・グリヴェンカ = 2グリヴェンカ = 1フント(ru)（ポンドのロシア語名）であった。この重量単位は18世紀まで用いられた。

## グリヴナの種類
グリヴナは流通した地域・時代により、異なる形状と重量を持つ。

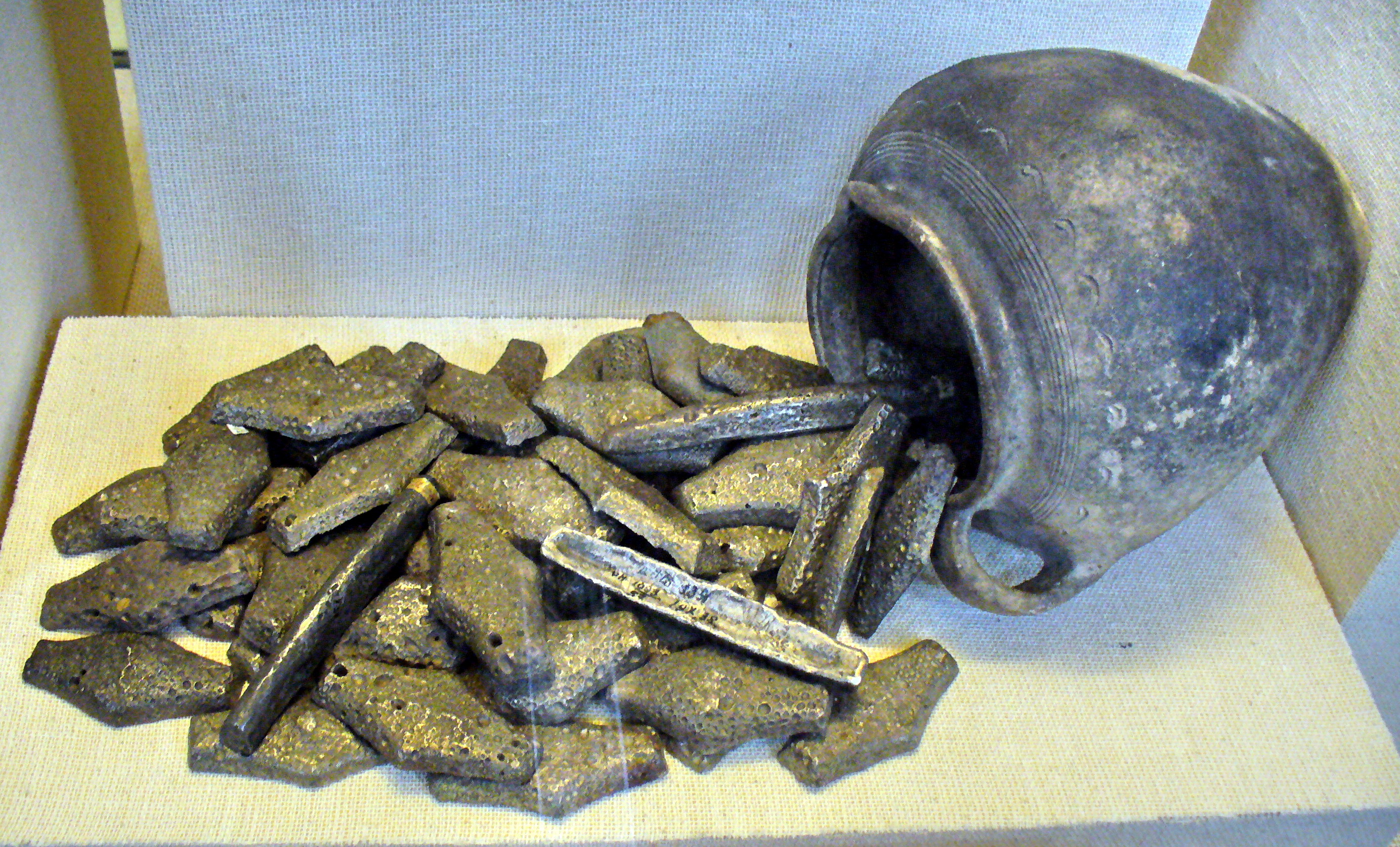
キエフスカヤ・グリヴナ

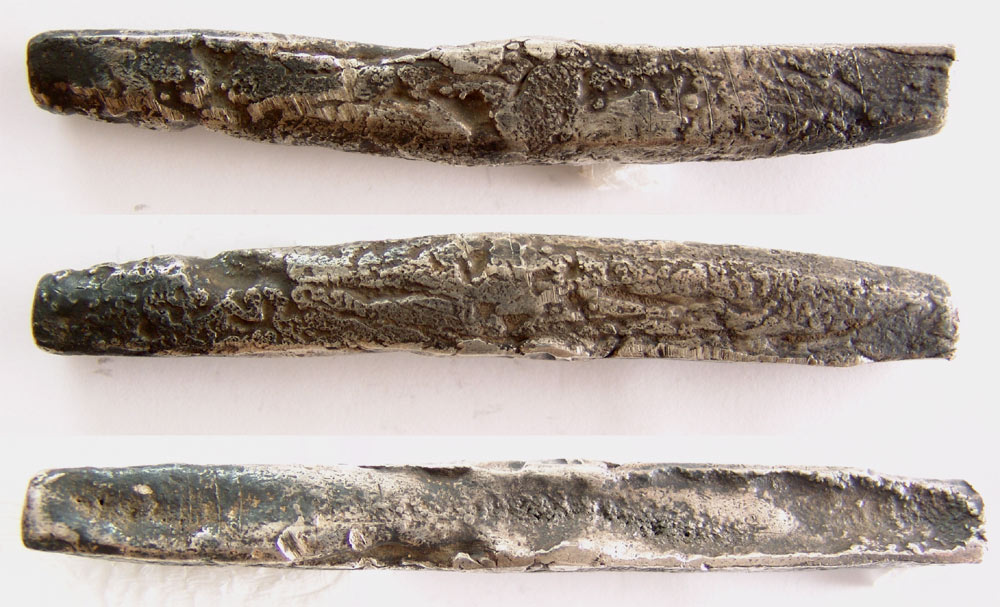
ノヴゴロドスカヤ・グリヴナ

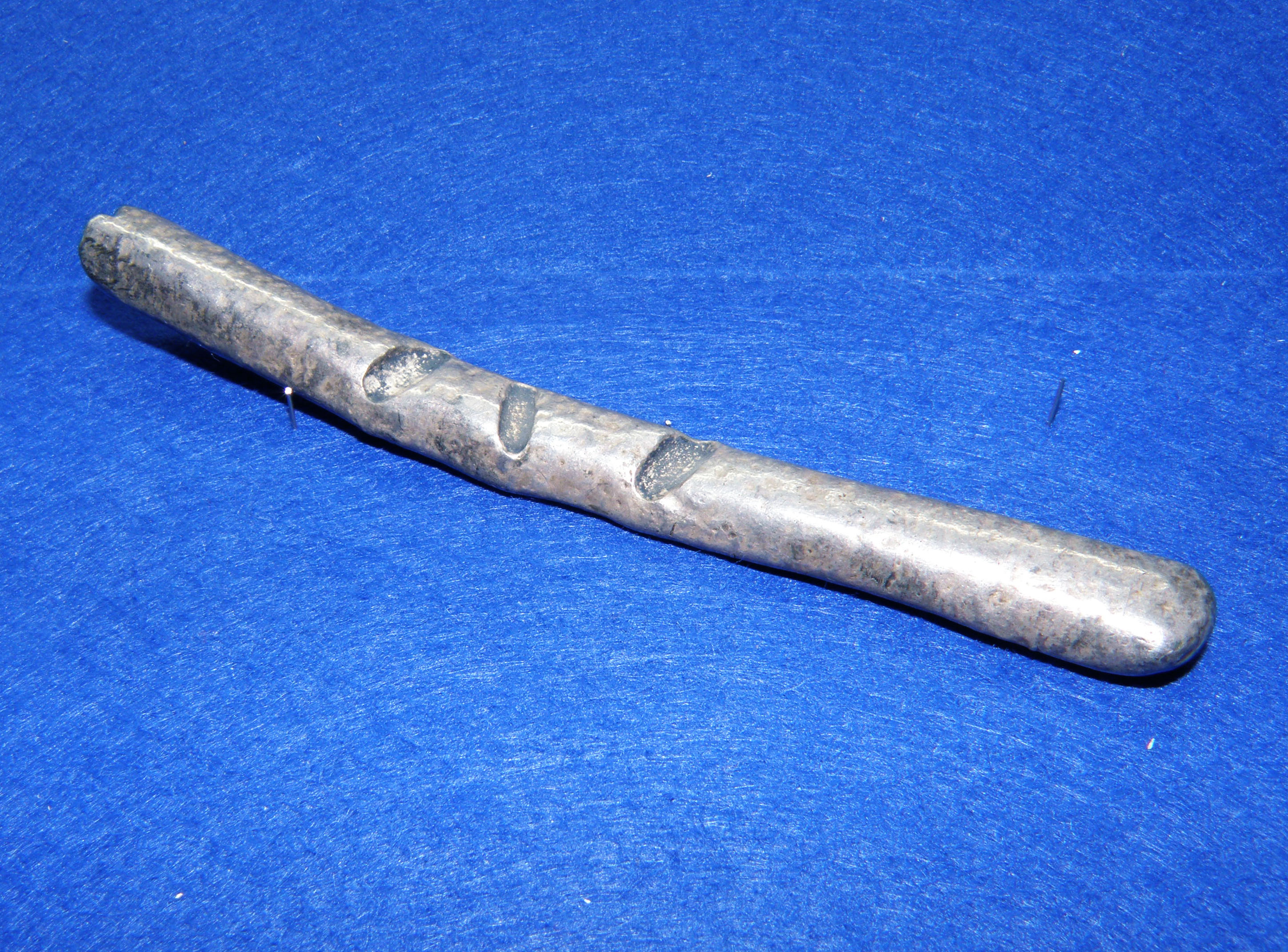
リトフスカヤ・グリヴナ

- モネトナヤ・グリヴナ（貨幣のグリヴナ） - 大型で、他の貨幣と兌換不能の地金。12 - 13世紀のキエフ・ルーシの無貨幣期(ru)（自国内で貨幣を鋳造していなかった時期）[注 4]に用いられていた。
- キエフスカヤ・グリヴナ（キエフ・グリヴナ） - 11世紀より、南ルーシで流通していた。重さは165gであり、六角形に形成された[7]。なお11世紀のものには140 - 160gの差がみられる[7]。
- ノヴゴロドスカヤ・グリヴナ（ノヴゴロド・グリヴナ） - 約204gで銀製、棒状[7]。はじめ北西ルーシで用いられていたが、12世紀からはルーシ全域に流通した[7]。
- チェルニゴフスカヤ・グリヴナ（チェルニゴフ・グリヴナ） - キエフとノヴゴロドのグリヴナの中間的な形態を持つ。すなわち、形はキエフのものに近いが、重さはノヴゴロドのものに近い。
- タタールスカヤ・グリヴナ[注 5]（タタール・グリヴナ） - 船状の形をしており、14世紀のポヴォルジエ(ru)（ヴォルガ川流域）で、ジョチ・ウルスの硬貨と併用して用いられた。
- リトフスキー・ルーブリ / リトフスカヤ・グリヴナ(en)[注 6]（リトアニア・ルーブリ / グリヴナ） - 銀製、棒状で、1つまたは複数の凹みがある。長さ10 - 17cm、重さ100 - 105g。12 - 15世紀にかけて、リトアニア大公国で用いられた。

上記以外には、文献上に、ヴォルガ（1137年）、ルーシ（14世紀末）、モスクワ（1544年）などの地名を冠したグリヴナが記述されている。